# Porte d'Andrinople
Pour les articles homonymes, voir Andrinople (homonymie).

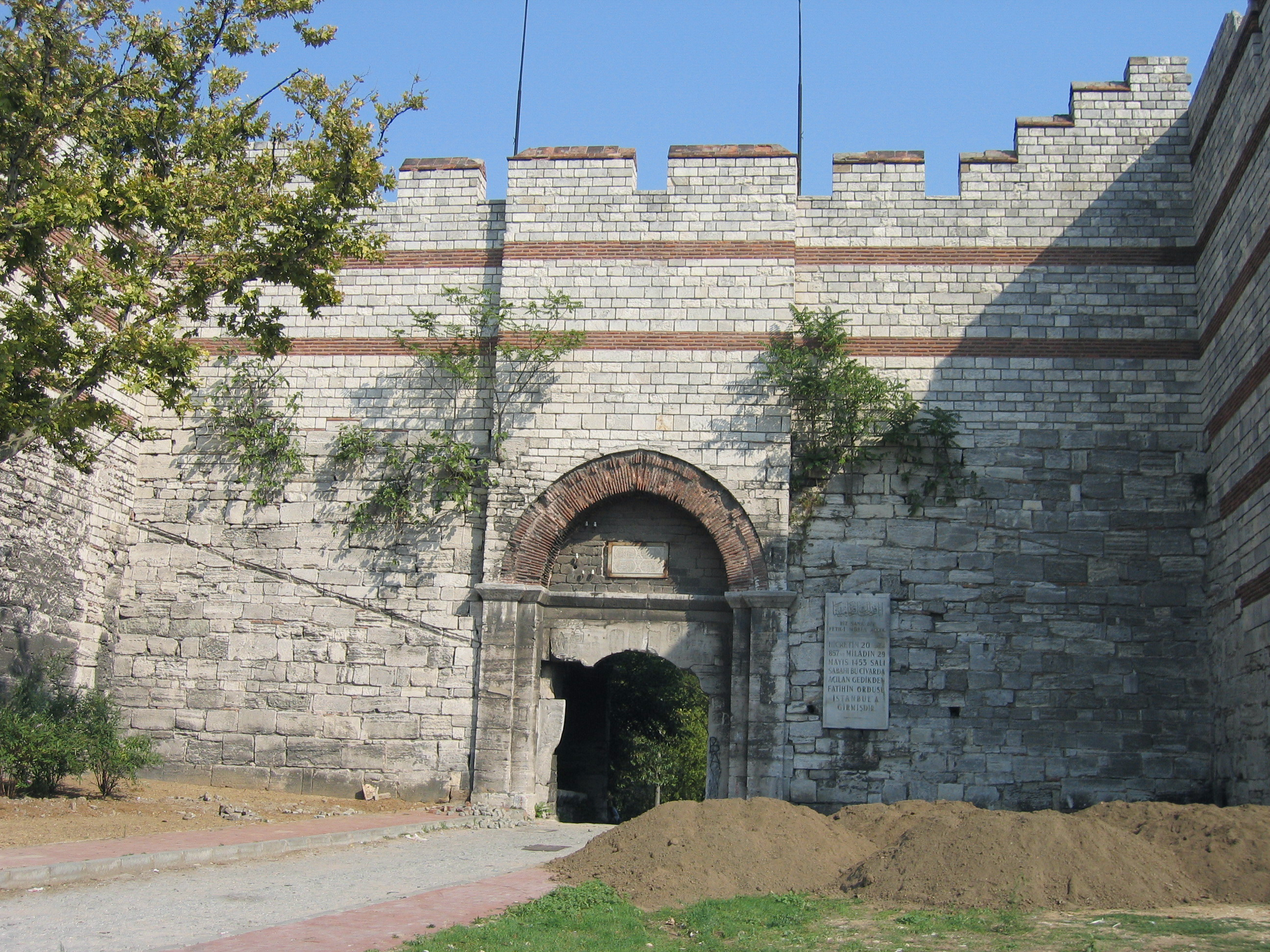
Vue de la porte d'Andrinople

La porte d'Andrinople (en turc Edirnekapı) désigne à la fois un monument et un quartier d'Istanbul.

## Le monument
La porte monumentale d'Andrinople (du nom de la ville de Thrace aujourd'hui appelée Edirne), aussi appelée porte de Charisius (en grec Porta Charisiou) ou Polyandrion, est percée dans les Murailles de Constantinople. Elle se trouve sur le sommet de la sixième colline de la ville historique, sur un point culminant de 77 mètres, et mène à un cimetière hors les murs.
Mehmet II y a fait son entrée triomphale le 29 mai 1453 pour défiler sur le Mésé.

## Le quartier
Edirnekapı désigne aussi l'ensemble du quartier (Mahalle) où est situé le monument. Il fait partie du district Fatih et se trouve à l'intérieur des murs de Constantin. Sous l'Empire byzantin, ce quartier était appelé Deuteron. Le musée Kariye Müzesi, l'antique église byzantine Saint-Sauveur-in-Chora (turc : Kariye Kilisesi ou Kariye Camii), est un des joyaux architecturaux du quartier. 
Le quartier est traversé par l'une des principales routes historiques d'Istanbul, Fevzi Paşa Caddesi.
Ce district a eu dans le passé une population grecque orthodoxe significative, mais celle-ci a beaucoup diminué après 1923 et s'est en outre graduellement déplacée vers des quartiers plus centraux d'Istanbul après 1955.